# Дамаскин (Грабеж)
Епи́скоп Дамаски́н (в миру Драган Грабеж; род. 15 августа 1975) — епископ Сербской православной церкви, епископ Мохачский, викарий Бачской епархии.

## Биография
Родился 15 августа 1975 года в Дрваре в семье священника Влайко и Драгицы.
В 1990 году окончил начальную школу имени Славко Родича в Дрваре, в 1994 году окончил среднюю школу имени Марии Бурсач. Из-за неблагоприятных исторических обстоятельств, которые застали семью Грабеж в Дрваре в 1995 году, они были вынуждены бежать в Сербию, где епископ Нишский Ириней (Гаврилович) принял священника Влайко Грабежа в Нишскую епархию и дал ему приход при соборном храме в Нише.
По окончании гимназии поступил одновременно на математический и на богословский факультет Белградского университета. В 2001 году окончил богословский факультет. Профессор и воспитатель в духовной семинарии святого Кирилла и Мефодия в Нише с 2002 по 2011 год, с перерывом из-за совершенствования.
23 июля 2006 года в храме Воскресения Христова в Нише был рукоположён в сан диакона. 24 июля в малом соборном храме Святых Архангелов в Нише был рукоположён в сан священника. 21 декабря 2006 года в храме хиландарского подворья при семинарии принял монашеский постриг от епископа Нишского Иринея (Гавриловича) с наречением имени Дамаскин.
С 2008 по 2010 год он учился в Московской духовной академии в Троице-Сергиевой лавре, где 4 июня 2010 года защитил диссертацию  «Влияние русского монашества первой эмиграционной волны на духовную жизнь в Сербии 20—30-х годов XX века» на соискание ступени кандидата богословия, получив третью награду в группе лучших диссертаций кандидатов в том году. В 2011—2012 годах учился в Университете Аристотеля в Салониках, где изучал греческий язык и готовится к докторским исследованиям.
По благословению епископа Нишского Иоанна (Пурича) 4 августа 2012 года он был назначен настоятелем монастыря святого Романа в Джюнисе, получив в тот же день звание синкелла. С ним пришли ещё трое послушников из монастыря Суково. В том же году к братству присоединился иеромонах Афанасий из монастыря Липовац, а также послушник Небойша, который вскоре стал монахом Димитрием. 30 марта 2013 года в том же монастыре возведён в звание протосинкелла.
29 августа 2018 года на праздник Святого Романа епископом Нишским Арсением (Главчичем) возведён в сан архимандрита с вручением игуменского жезла.
29 мая 2021 года Архиерейский собор Сербской православной церкви избрал архимандрита Дамаскина (Грабежа), игумена монастыря Святого Романа в Джюнисе, викарием епископа Бачского с титулом «Мохачский».
19 сентября 2021 года в храме Святого Саввы в Белграде был рукоположён во епископа. Хиротонию совершили патриарх Сербский Порфирий, архиепископ Охридский и митрополит Скопский Иоанн (Вранишковский), епископ Будимский Лукиан (Пантелич), епископ Бачский Ириней (Булович), епископ Британско-Скандинавский Досифей (Мотика), епископ Враньский Пахомий (Гачич), епископ Шумадийский Иоанн (Младенович), епископ Зворницко-Тузланский Фотий (Сладоевич), епископ Милешевский Афанасий (Ракита), епископ Дюссельдорфский и Германский Григорий (Дурич), епископ Брегалницкий Марк (Кимев), епископ Рашско-Призренский Феодосий (Шибалич), епископ Горнокарловацкий Герасим (Попович), епископ Крушевацкий Давид (Перович), епископ Бихачско-Петровачcкий Сергий  (Каранович), епископ Нишский Арсений (Главчич), епископ Далматинский Никодим (Косович), епископ Осечкопольский и Бараньский Херувим (Джерманович), епископ Валевский Исихий (Рогич), епископ Захумско-Герцеговинский Димитрий (Радженович), епископ Моравицкий Антоний (Пантелич), епископ Ремезианский Стефан (Шарич), епископ Диоклийский Мефодий (Остоич), епископ Топлицкий Иерофей (Петрович), епископ Хвостанский Иустин (Еремич) и епископы на покое Василий (Качавенда), Георгий (Джокич) и Константин (Джокич).